# Апиано сула Страда дел Вино
Апиа̀но сула Стра̀да дел Вѝно (на италиански: Appiano sulla Strada del Vino; на немски: Eppan an der Weinstraße, Епан ан дер Вайнщрасе) е община в Северна Италия, автономна провинция Южен Тирол, автономен регион Трентино-Южен Тирол. Разположена е на 162 m надморска височина. Населението на общината е 15 777 души (към 2014 г.).
Административен център на общината е град Сан Микеле (на италиански: San Michele; на немски: Sankt Michael, Санкт Микел)

## Език
Официални общински езици са и италианският и немският. Най-голямата част от населението говори немски. В общината се говори и други романски език, ладинският.
| %     | Роден език      |
| 13,29 | Италиански език |
| 86,23 | Немски език     |
| 0,49  | Ладински език   |